# Holland Cup 2012/2013
De Holland Cup 2012/2013 was het derde seizoen van deze door de KNSB georganiseerde serie wedstrijden. De Holland Cup was dit jaar voor het eerst samengevoegd met enkele traditionele wedstrijden voor Nederlandse subtoppers. De Holland Cup gold sinds dit jaar als belangrijkste plaatsingswedstrijd voor de Nederlandse kampioenschappen en zelfs één plaats op het wereldkampioenschap werd in een Holland Cup-wedstrijd vergeven.

## Wedstrijden
| Wedstrijd                                        | Data                | IJsbaan                   | Plaats    | Extra belang                        |
| ------------------------------------------------ | ------------------- | ------------------------- | --------- | ----------------------------------- |
| Holland Cup 1 (tevens IJsselcup)                 | 26-28 oktober 2012  | IJsbaan van Deventer      | Deventer  | Plaatsing NK afstanden 2013         |
| Holland Cup 2                                    | 17-18 november 2012 | Schaatscentrum            | Breda     | [ 2 ]                               |
| Holland Cup 3a (tevens Kraantje Lek Trofee)      | 8-9 december 2012   | Kunstijsbaan Kennemerland | Haarlem   | Plaatsing NK allround 2013          |
| Holland Cup 3a (tevens Eindhoven Trofee)         | 8-9 december 2012   | IJssportcentrum           | Eindhoven | Plaatsing NK allround 2013          |
| Holland Cup 3b (tevens Utrecht City Bokaal)      | 15-16 december 2012 | Vechtsebanen              | Utrecht   | Plaatsing NK sprint 2013            |
| Holland Cup 4a (tevens Gruno Bokaal)             | 2-3 februari 2013   | Kardinge                  | Groningen | Eén plaats voor de WK allround 2013 |
| Holland Cup 4b (weekend van NK Supersprint 2013) | 2-3 februari 2013   | De Uithof                 | Den Haag  | [ 7 ]                               |
| Holland Cup 5                                    | 16-17 februari 2013 | Vechtsebanen              | Utrecht   | Plaatsing NK neo-senioren 2013      |
| Holland Cup 6 (finale)                           | 1-3 maart 2013      | De Westfries              | Hoorn     | Plaatsing NK afstanden 2014         |

## Winnaars

### Mannen
| Wedstrijd               | 500 meter                                | Tijd                  | 1000 meter            | Tijd                  | 1500 meter            | Tijd                  | 5000 meter            | Tijd                  | Overige                               |
| ----------------------- | ---------------------------------------- | --------------------- | --------------------- | --------------------- | --------------------- | --------------------- | --------------------- | --------------------- | ------------------------------------- |
| Holland Cup 1/IJsselcup | Pim Schipper Mark TuitertSjoerd de Vries | 36,4336,25            | Lucas van Alphen      | 1.12,13               | Lucas van Alphen      | 1.51,42               | Bob de Jong           | 6.36,65               |                                       |
| Holland Cup 2           | Jesper Hospes                            | 35,88                 | Lucas van Alphen      | 1.12,00               | Lucas van Alphen      | 1.50,13               | Christijn Groeneveld  | 6.38,08               |                                       |
| Holland Cup 3a/ET       | niet op het programma                    | niet op het programma | niet op het programma | niet op het programma | Frank Hermans         | 1.52,52               | Arjen van der Kieft   | 6.43,65               |                                       |
| Holland Cup 3b/UCB      | Jacques de KoningMark Tuitert            | 36,3836,17            | Mark Tuitert          | 1.11,421.11,80        | niet op het programma | niet op het programma | niet op het programma | niet op het programma |                                       |
| Holland Cup 4a/Gruno    | niet op het programma                    | niet op het programma | niet op het programma | niet op het programma | Koen Verweij          | 1.51,12               | Koen Verweij          | 6.40,35               |                                       |
| Holland Cup 4b          | Sjoerd de Vries                          | 36,60                 | Sjoerd de Vries       | 1.12,27               | niet op het programma | niet op het programma | niet op het programma | niet op het programma | Teamsprint: Team Beslist.nl (1.24,35) |
| Holland Cup 5           | Thomas Krol                              | 36,97                 | Thomas Krol           | 1.13,09               | Thomas Krol           | 1.52,16               | Robert Bovenhuis      | 6.39,42               |                                       |
| Holland Cup 6           | Jesper Hospes                            | 36,2636,11            | Lucas van Alphen      | 1.12,53               | Lucas van Alphen      | 1.52,95               | Renz Rotteveel        | 6.37,30               | Pure sprint: Freddy Wennemars         |
| Eindklassement          | Jacques de Koning                        | Jacques de Koning     | Lucas van Alphen      | Lucas van Alphen      | Thom van Beek         | Thom van Beek         | Robert Bovenhuis      | Robert Bovenhuis      |                                       |

### Vrouwen
| Wedstrijd               | 500 meter                         | Tijd                  | 1000 meter            | Tijd                  | 1500 meter                 | Tijd                       | 3000 meter            | Tijd                  | Overige                                                                  |
| ----------------------- | --------------------------------- | --------------------- | --------------------- | --------------------- | -------------------------- | -------------------------- | --------------------- | --------------------- | ------------------------------------------------------------------------ |
| Holland Cup 1/IJsselcup | Anice Das                         | 39,7539,78            | Marit Dekker          | 1.21,18               | Laurine van Riessen        | 2.05,01                    | Antoinette de Jong    | 4.21,55               |                                                                          |
| Holland Cup 2           | Mayon Kuipers                     | 39,80                 | Margot Boer           | 1.18,87               | Irene Schouten             | 2.04,27                    | Yvonne Nauta          | 4.22,44               |                                                                          |
| Holland Cup 3a/KLT      | niet op het programma             | niet op het programma | niet op het programma | niet op het programma | Yvonne Nauta               | 2.06,77                    | Mariska Huisman       | 4.23,33               |                                                                          |
| Holland Cup 3b/UCB      | Floor van den BrandtJanine Smit   | 39,9039,72            | Natasja Bruintjes     | 1.19,591.19,68        | niet op het programma      | niet op het programma      | niet op het programma | niet op het programma |                                                                          |
| Holland Cup 4a/Gruno    | niet op het programma             | niet op het programma | niet op het programma | niet op het programma | Lotte van Beek             | 2.01,97                    | Marije Joling         | 4.17,69               |                                                                          |
| Holland Cup 4b          | Mayon Kuipers                     | 40,08                 | Natasja Bruintjes     | 1.21,29               | niet op het programma      | niet op het programma      | niet op het programma | niet op het programma | Teamsprint: Team Corendon (1.34,55)                                      |
| Holland Cup 5           | Thijsje Oenema                    | 39,01                 | Thijsje Oenema        | 1.20,61               | Jorien Voorhuis            | 2.03,54                    | Yvonne Nauta          | 4.21,23               |                                                                          |
| Holland Cup 6           | Floor van den BrandtMayon Kuipers | 40,4339,78            | Natasja Bruintjes     | 1.21,03               | Yvonne Nauta               | 2.04,37                    | Carien Kleibeuker     | 4.19,59               | Pure sprint: Floor van den Brandt Teamsprint: Gewest Friesland (1.36,27) |
| Eindklassement          | Mayon Kuipers                     | Mayon Kuipers         | Natasja Bruintjes     | Natasja Bruintjes     | Yvonne NautaIrene Schouten | Yvonne NautaIrene Schouten | Jorien Voorhuis       | Jorien Voorhuis       |                                                                          |

2010/2011 · 
2011/2012 · 
2012/2013 · 
2013/2014 · 
2014/2015 · 
2015/2016 · 
2016/2017 · 
2017/2018 · 
2018/2019 · 
2019/2020 · 
2020/2021 · 
2021/2022 · 
2022/2023 · 
2023/2024 · 
2024/2025